# Zettel - Filosofia in movimento
Zettel - Filosofia in movimento è un programma televisivo di approfondimento culturale relativo a tematiche legate alla filosofia. Prodotto da Rai Cultura, va in onda sul canale Rai Scuola con cadenza settimanale.

## Il programma
Il programma prende il nome dalla parola tedesca Zettel, che significa "foglietto", spesso inteso come "foglietto di appunti". In onda dal 2012, sono state prodotte, fino al 2016, quattro stagioni. Nel corso delle prime edizioni, il programma ha approfondito temi filosofici attraverso l'intervento, il racconto e la riflessione del conduttore Maurizio Ferraris e di alcuni esperti individuati in base al tema di ciascuna puntata. Ideato da Gino Roncaglia e condotto da Maurizio Ferraris, spalleggiato da Mario De Caro, per la prima volta i filosofi hanno parlato di filosofia alla televisione permettendo al pubblico di ascoltare dal vivo il racconto della filosofia dalle dirette voci dei maggiori studiosi italiani, noti e meno noti.
Dal gennaio 2016, il programma ha cambiato nome diventando Zettel - Fare filosofia. In uno studio rinnovato, il nuovo conduttore - e filosofo - Felice Cimatti si confronta con un gruppo di studenti universitari sui principali concetti della filosofia.

## Zettel - Prima stagione
- Memoria - La puntata esamina questa frase - riferita alla scrittura - tratta dal Fedro di Platone: "Questa conoscenza, o re, renderà gli egizi più sapienti e più capaci di ricordare, poiché con essa è stato trovato il farmaco della memoria e della sapienza." Inoltre viene evidenziato il nesso pensare/ricordare.
- Animale
- Morte - La puntata tratta della paura della morte: Maurizio Ferraris mette in relazione il pensiero della morte al pensiero filosofico. Partendo dalle riflessioni di Michel de Montaigne evidenzia il nesso tra morte e libertà.
- Realtà - La puntata parte dalle riflessioni di Arthur Schopenhauer tratte da Il mondo come volontà e rappresentazione secondo cui tutto è illusione
- Sogno La puntata di Zettel parla del sogno Maurizio Ferraris analizza il pensiero di Schopenhauer, di Cartesio e di Freud al riguardo
- Vita - La puntata tratta il tema della vita e analizza il doppio significato che questa parola ha: da un lato intesa come "vita biologica" che ci accomuna agli animali, dall'altro la "vita individuale" che ci contraddistingue da tutti gli altri esseri viventi.

## Zettel - Seconda stagione
- Azione - La puntata analizza un brano del Faust di Goethe che afferma che l'azione è più importante del pensiero
- Bellezza - La puntata sulla bellezza parte dalle riflessioni di Stendhal che definisce la bellezza in questo modo: " La bellezza è una promessa di felicità". La citazione ci fornisce la caratteristica istintiva della bellezza. Non è comunque così certo che la promessa della felicità comprenda tutti gli aspetti della bellezza. Nel romanzo n "Tenera è la notte" di Francis Scott Fitzgerald la bellezza rileva la sua faccia tenebrosa, inquietante, alienante. Tutto quello che è bello, secondo Rilke, reca con sé qualcosa di avverso.
- Cinema - La puntata si caratterizza per il fatto che, invece della consueta lettura di una dotta citazione che funge da testo base per la trasmissione, viene presentata un'intervista al filosofo Jacques Derrida
- Dolore - La puntata sul dolore si sofferma sulla relazione tra dolore e conoscenza. Maurizio Ferraris legge il brano "Albertine scomparsa"  tratto dal libro di Marcel Proust Alla ricerca del tempo perduto per evidenziare il dolore del protagonista per essere stato abbandonato dalla sua donna.
- Felicità - La puntata di Zettel si concentra su una delle nozioni più attuali, quella di felicità. Secondo Legrenzi la felicità è di due specie, da una parte la Bliss, il rapimento, felicità provvisoria temporanea che sentiamo in alcuni istanti della nostra vita senza conoscerne la motivazione; dall'altra l'Happiness, ossia l'essere felici quando qualcosa gira nella maniera che auspicavamo, questa felicità non è misurabile con il suo incremento quantitativo ma al cambiamento di situazione da una peggiore ad una migliore
- Filosofia - La puntata spiega che cosa è la filosofia.
- Guerra - La puntata, pur dando per acquisito che si dia della guerra un giudizio negativo, cita il filosofo Hegel tra i suoi fautori a livello teorico. Oggigiorno, specie dopo la stragi prodotte dalla seconda guerra mondiale quasi tutti i filosofi sono pacifisti, mentre ve ne sono alcuni che tendano tuttalpiù a giustificarla con il concetto ipocrita di guerra "umanitaria" o "esportatrice" di democrazia
- Libero arbitrio - La puntata si snoda sviluppando il tema della libertà: secondo Spinoza la libertà e solo un'illusione, cioè pensiamo di essere liberi ma in realtà non lo siamo: Nel corso della puntata viene "smontata" questa concezione così drastica della libertà intesa come necessità e non come scelta. Ciò nonostante il pensiero di Spinozza ci mette in guardia dal rischio di non accorgerci dei condizionamenti dell'ambiente sulle nostre scelte
- Linguaggio - Questa trasmissione di Zettel s'impernia sul linguaggio. Maurizio Ferraris sviscera il tema della scopo e delle peculiarità del linguaggio iniziando dalla correlazione tra le parole e le cose. Maurizio Ferraris legge un brano dei viaggi di Gulliver di Jonathan Swift in cui si propone l'abolizione del linguaggio
- Nulla - La puntata affronta il concetto filosofico di nulla in relazione all'essere, passando per Gabriele D'Annunzio e l'"orrore" di Joseph Conrad e di Francis Ford Coppola.
- Origine - La puntata parte da un testo del filosofo greco Anassimandro " Principio degli esseri è l'infinito ... da dove infatti gli esseri hanno origine, lì hanno anche la distruzione secondo necessità: poiché essi pagano l'uno all'altro la pena e l'espiazione dell'ingiustizia secondo l'ordine del tempo" ed illustra due concezioni opposte, la prima che vede nello scorrere del tempo la degenerazione di ciò che c'era in origine, la seconda (ed è questa quella di cui è fautore Maurizio Ferraris che vede nello scorrere del tempo un continuo miglioramento da ciò che c'era in origine, ammesso e non concesso che essa sia esistita
- Possibilità - La puntata di Zettel è riservata alla nozione di Possibilità che viene analizzata per prima cosa nel raffronto con il principio che i filosofi occidentali gli ha contrapposto: l'idea di Realtà. La dissertazione di Maurizio Ferraris e gi apporti di Roncaglia, De Caro e Varzi hanno per argomento questo quesito: siamo certi che la nozione di possibilità sia preferibile a quella di realtà?
- Valore - La puntata parte dalle riflessioni di George Bush sull'esportazione dei valori occidentali
- Virtù - La puntata approfondisce il concetto di virtù che nell'immaginario collettivo è collegato con l'etica:un individuo virtuoso è da prendere a modello. La discussione di Maurizio Ferraris mette in evidenza tuttavia come il concetto di virtù sia legato abbia molteplici e e dissimili significati come e quelli indicati nel Principe di Machiavelli o da Mandeville

## Zettel - Terza stagione
- Amico/nemico - La puntata analizza l'ambiguità del rapporto amico/nemico che non è così antitetico come appare ad una visione superficiale. La puntata parte dalla tragedia il Giulio Cesare di Shakespeare mostrando l'ambiguità dell'orazione di Marco Antonio che fingendosi amico di Bruto in realtà lo condanna.
- Amore - La puntata analizza una poesia "La verità, vi prego, sull'amore" di Wystan Hugh Auden
- Cibo - La puntata si caratterizza per il fatto che la filosofia per lungo tempo ha trascurato il cibo privilegiando la spiritualità, ma che poi le tematiche sul cibo sono state rivalutate da François Rabelais e da Ludwig Feuerbach.
- Confessione - La puntata parte dalle riflessioni tratto dal libro le Confessioni di Sant'Agostino
- Dono - La puntata parte dal dono della mela d'oro e del cavallo di Troia (vedi il libro dell'Iliade) e si caratterizza per il fatto che svela che il dono è non è necessariamente gradevole perché può essere sgradito e solo in apparenza è gratuito perché condiziona la libertà di chi lo riceve.
- Economia - La puntata sull'economia si basa sul concetto di valore elaborato da Karl Marx.
- Finzione - La puntata è basata sull'elaborazione filosofica di Cartesio.
- Follia - La puntata si basa sull'interpretazione di Erasmo da Rotterdam intesa come antidoto al conformismo.
- Globalizzazione - La puntata esprime il concetto che il mondo è diventato ormai un'unica città.Maurizio Ferraris ci riporta all'impero romano per dimostrare che in esso si trovano prodromi della globalizzazione. successivamente analizza un passo del De Reditu di Claudio Rutilio Namaziano in cui si esalta la grandezza di Roma antipatrice della globalizzazione. Desti una patria ai popoli dispersi in cento luoghi: furon ventura ai barbari le tue vittorie e i gioghi; ché del tuo diritto ai sudditi mentre il consorzio appresti, di tutto il mondo una città facesti.
- Guarigione - La puntata parte dalle riflessioni di Friedrich Nietzsche nel libro Ecce Homo.
- Imitazione - La puntata parte dal concetto di mimesis e dalla Poetica di Aristotele che spiega come l'imitazione sia fonte di apprendimento.
- Moda - La puntata analizza alcune riflessioni di Giacomo Leopardi nelle sue Operette morali
- Numero - La puntata si caratterizza per il concetto che il numero misura la realtà. Maurizio Ferraris analizza un testo della Critica della ragion pura di Immanuel Kant
- Nuovo realismo - La puntata di Zettel parte dal dibattito tra Richard Rorty ed Umberto Eco
- Perdono - La puntata parte delle riflessioni di Primo Levi nel libro Se questo è un uomo.
- Razza - La puntata analizza un brano dell'Ecce Homo di Nietzsche
- Tradimento - La puntata pone a confronto il tradimento di Giuda con quello di Pietro. soffermandosi su quest'ultimo leggendo un passo del vangelo di Marco in cui viene descritta la scena nella quale Pietro rinnega Gesù Cristo.Nel corso della puntata viene evidenziato che il tradimento in senso lato non è necessariamente qualcosa di negativo (ad esempio il tradimento di Giuda) ma, se è compiuto per essere coerenti con se stessi (ad esempio per un filosofo tradire le idee del proprio maestro) è un elemento di progresso
- Utopia - Viene pubblicata nel 1516 Utopia, di Tommaso Moro. Senza questo saggio, forse, non sarebbe scoppiata la rivoluzione Francese o proclamata la dichiarazione dei diritti dell'uomo e del cittadino. Un'altra società è possibile. L'utopia nasce da qui. Maurizio Ferraris ne discute con altri filosofi suoi ospiti in questa puntata.

## Zettel - Fare filosofia
Il programma è in onda dall'11 gennaio 2016 ogni lunedì alle 20.30 su Rai Scuola (canali 146 del digitale terrestre e 806 di Sky), per 25 puntate. Il conduttore e professore di Filosofia del Linguaggio Felice Cimatti in ogni puntata si confronta con un gruppo di studenti universitari, ospiti fissi del programma, sulle principali correnti del pensiero filosofico. Il programma si propone di dare al concetto protagonista di ogni puntata una definizione, seppure problematica, spiegando anche il contesto in cui si è sviluppato, il suo valore di attualità nel dibattito contemporaneo e la sua valenza nella vita quotidiana.
Il dibattito in studio scaturisce dagli stimoli grafici con cui il designer spagnolo Genis Carreras ha dato sintesi visiva e concettuale ai principali "ismi" della filosofia e viene poi approfondito attraverso citazioni cinematografiche e contributi filmati. In ogni puntata è presente anche un ospite, in grado con la sua esperienza di fornire una testimonianza vissuta, interagendo sia con il conduttore che con i ragazzi, rispetto all'-Ismo in questione.